# Vágó József (építész)
Vágó József, született Weinberger József (Nagyvárad, 1877. december 23. – Salies-de-Béarn, 1947. június 7.) magyar építész, a magyarországi szecessziós építészet kiemelkedő alakja, testvérével, Lászlóval számos jelentős épület tervezője. Testvérei Vágó Béla színész, rendező és Vágó Géza színész, színműíró. Fia Pierre Vago építész.

## Életpályája
Vágó József Medgyaszay István mellett a másik nagy jelentőségű építész, aki a saját útját Lechner Ödön és Otto Wagner kettős vonzásában alakította. (Gerle János, 2005)

### A korai évek
Kilencgyermekes család utolsó előtti fiaként látta meg a napvilágot, Nagyváradon. Szülei asszimilálódott zsidó polgárok voltak. Édesapjának, Mihálynak, aki eredeti Weinberger családnevét Vágóra magyarosította, építési vállalkozása nem volt sikeres, így a család később Budapestre költözött. József csak azután követte őket, hogy 15 évesen szülővárosában befejezte az alsó középiskolát. Már fiatalon elhatározta, hogy építész lesz, két évvel idősebb bátyja, László nyomdokaiba lépve.
A Budapesti József Műegyetem építészkarának hallgatójaként az egyetem által elvárt historizáló stílusban tervezett, gyakorlatot azonban a szecesszió hazai mestere, Lechner Ödön irodájában szerzett. Hosszabb időt töltött Olaszországban, majd még diplomamunkájának leadása előtt, 1900 elején Párizsban dolgozott három hónapot a világkiállítás magyar pavilonjának építésvezetőjeként (a tervezés Bálint Zoltán és Jámbor Lajos munkája volt). Valószínűleg ekkor ismerkedhetett meg a kortárs francia építészettel. A diplomázás után testvérért követve Alpár Ignác, „Lechner legnagyobb riválisa” irodájában helyezkedett el, és két évig ott dolgozott. Részt vett az iroda több historizáló nagy műve, így a Szabadság téri Tőzsdepalota vagy az Osztrák-Magyar Bank (ma Magyar Nemzeti Bank) székházának, valamint a Vajdahunyad vára állandó formára történő átépítésének tervezésében. Eközben önállóan is sikereket ért el: 1901-ben Gerey Ernővel közös munkája, egy színház terve ezüstérmet kapott a Magyar Mérnök- és Építész-Egylet évi nagypályázatán, a következő évben pedig aranyérmet nyert el önálló munkájával, egy (francia hatást mutató) pályaudvar tervével.

### A Vágó testvérek közös irodája

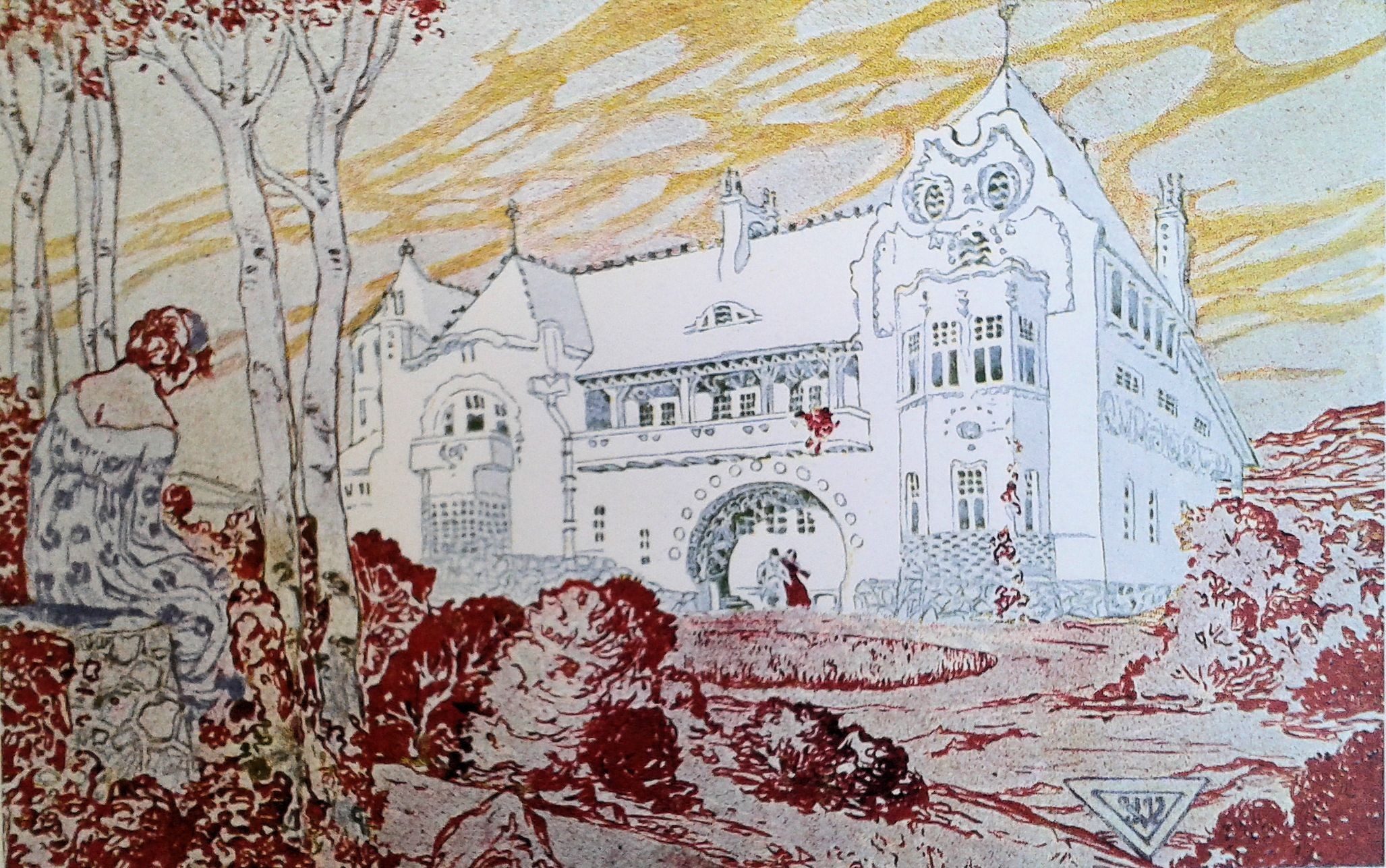
A Vágó testvérek terve egy vidéki lakóháza, A Ház 1908-as évfolyamából

1902-ben, miután főnöke heves szakmai vitába keveredett a Vágó által különösen tisztelt Lechner Ödönnel, otthagyta Alpárt, és közös irodát nyitott testvérével, Lászlóval. Ez 1911-ig állt fenn, és mivel minden ekkor született tervet közösen írtak alá, nem tudni pontosan, melyikőjük milyen szerepet töltött be.
Legtöbb közös munkájuk budapesti bérház, ilyen a legelső is, az erzsébetvárosi Síp utca 16. szám alatti, 1902-ből. Míg nagy pályázati terveik (például: az Aradi Vértanúk Emlékmúzeuma, 1901–1902; a szabadkai városháza, 1905; a budapesti Rudas és Sáros fürdő, 1905) kifejezetten Lechner hatását mutatják, addig megépült házaikon egyre inkább eltávolodnak a magyaros szecessziótól, az Otto Wagner által képviselt geometrizáló irányba. Ezt mutatják a Visegrádi utcai (1903), valamint az 1905–1906-ban felépült Mester utcai, Boráros téri házak, és a szintén ekkor elkészült Gutenberg-otthon. A két építész hatását egyébként ők maguk is elismerték és számon tartották.

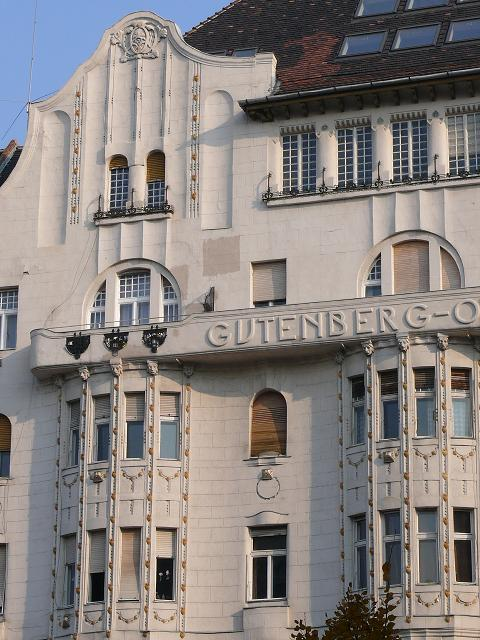
A Gutenberg-otthon homlokzatának részlete

Ez a két Vágó első, nagy visszhangot keltett közös műve, amelyen a Magyarországi Könyvnyomdászok és Betűöntők Segélyező Egylete által kiírt pályázat első díját elnyerve kezdtek dolgozni, 1905-ben. Az 1907-re elkészült, impozáns, tágas és visszafogottan díszített épületben 38 bérlakást helyeztek el, valamint az építtető egylet helyiségeit, egy kávézót és egy színháztermet. Ideköltözött maga Vágó is, feleségével, Lénárt Gitta énekesnővel, akivel 1909. május 5-én Budapesten, a Józsefvárosban házasodtak össze. Egészen 1919-es emigrációjukig laktak a házban, itt született fiuk, Péter is. Az ötödik emeleti lakásból csigalépcső vezetett fel a legfelső szintre, a Vágó-építésziroda műtermébe. A Vágó fivérek közül még hárman választották lakóhelyéül a házat, köztük László.
A Gutenberg-otthon tervezése közben József egy másik nagyléptékű munkán is dolgozott. 1904-ben ugyanis, testvérével közös cégét megtartva, belépett Quittner Zsigmond irodájába. Bár a terveket minden alkalommal az irodatulajdonos szignálta, a művészettörténet cáfolhatatlannak tartja, hogy Vágó vezető szerepet vállalt az 1907-re felépült budapesti Gresham-palota tervezésében – annál is inkább, mivel annak számos részletformája megjelenik Vágó saját munkáin is.

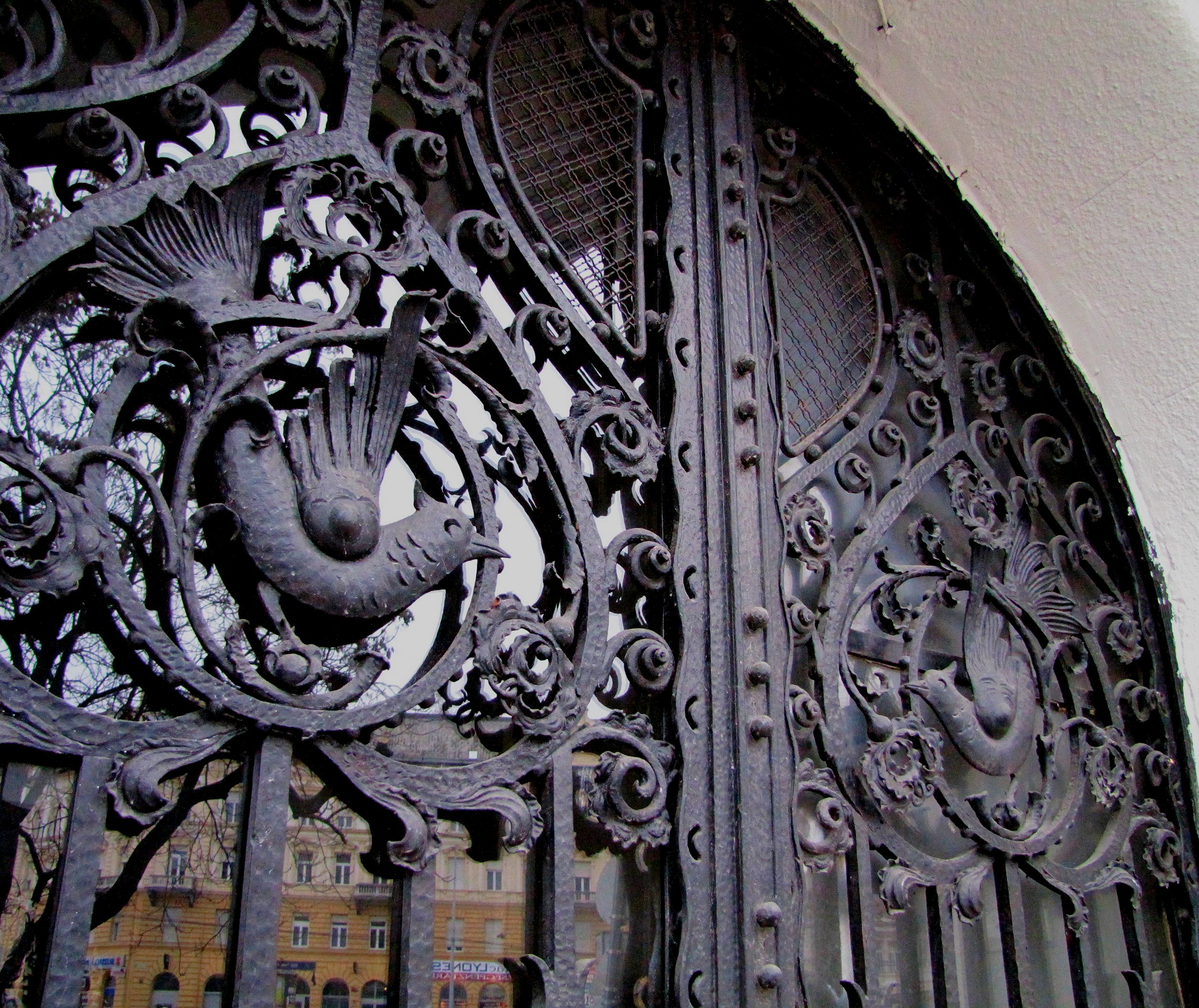
A kapu madaras díszítése a Boráros téri lakóházon

A Vágó-testvérpárnak 1906-ban készül el első középületük, az Erzsébet téri Nemzeti Szalon. Ez nagy sajtóvisszhangot kavar, ugyanis Hauszmann Alajos historizáló kioszkját építik át a legmodernebb formákkal kiállítóhellyé, a bécsi Sezession méltó budapesti párjává. A belsőben a kor fontos művészei: Nagy Sándor, Körösfői-Kriesch Aladár és Róth Miksa kapnak szerepet, akik az építészek visszatérő alkotótársaivá válnak. 1908-ra készül el egy újabb középület, a formajegyeiben a Nemzeti Szalonhoz hasonló Városligeti Színkör. Mivel itt befektetett pénzüket Vágóék öt év alatt sem kapják vissza, 1913-ban saját működtetésbe veszik a színházat.
Utolsó jelentős közös munkájuk a Dohány utcában elkészült Árkád Bazár, azaz Késmárky és Illés Játékáruháza és bérháza. A sarokház nyilvánvalóan a bécsi szecessziós építészet legfrissebb eredményeinek ismeretében készült, és mint ilyen, a korszak legfontosabb hazai alkotásai közé tartozik. Jellegzetes, a pécsi Zsolnay porcelángyárban készült homlokzati díszítése részben a mai napig megmaradt.
József és László 1911-től önállóan dolgoztak tovább, de a jó személyes (és olykor szakmai) kapcsolat megmaradt közöttük. Utolsó nagy közös sikerük az 1911-es római nemzetközi építészeti kiállításon közösen elnyert aranyérem.

### Az ezerkilencszáztízes évek: villák és Lechnerrel közös munkák
Az 1910-es évek első felében Vágó hajdani mestere, Lechner Ödön munkatársaként dolgozott egészen annak 1914-es haláláig. Vélhetően szerepet vállalt Lechner pozsonyi munkáinak tervezésében, az Irányi utcai Vermes-ház, valamint a Vajda Péter utcai iskola terveinek elkészítésében, és egészen biztosan közösen dolgoztak a kőbányai Szent László Gimnázium tervein. Vágó nem csupán munkatársként segítette az idős, erre az időszakra a nagy megbízásokból méltatlanul kizárt mestert: lakást szerzett neki a Gutenberg-otthonban, 1911-ben találkozót szervezett Lechner és Otto Wagner között, mestere halála után pedig annak kávéházi adósságait is kifizette.

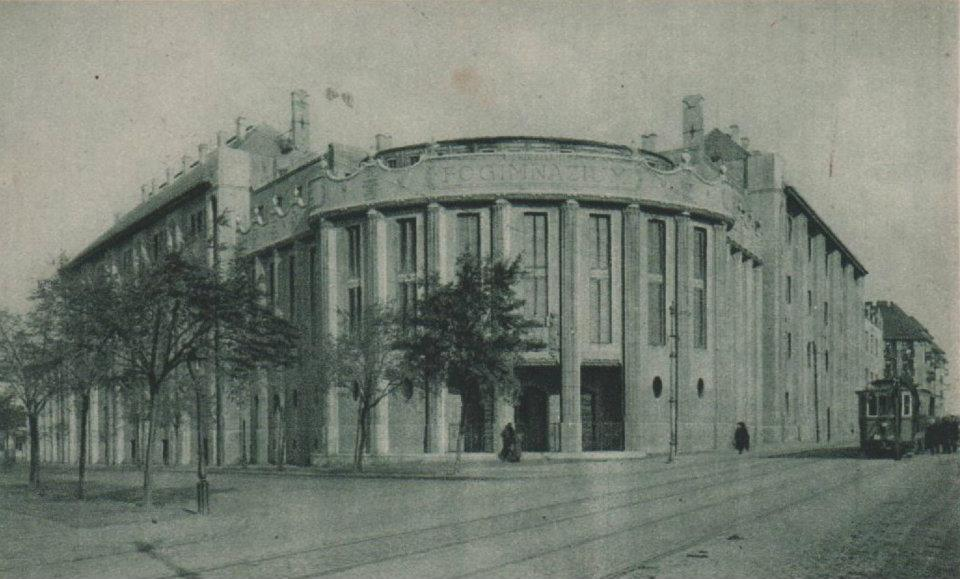
A kőbányai Szent László Gimnázium

Az ebben az időszakban készült, de nem Lechnerrel közös munkái a kortárs bécsi építészet hatását tükrözik. Legfontosabb, máig álló házai közül kiemelkedik a Schiffer Miksa építési vállalkozó számára tervezett budapesti villa, amelyet Vágó a kor haladó képzőművészeivel együttműködve, afféle „Gesamtkunstwerk” módjára valósított meg 1910-12 között. Hasonló jelentőségű, egyben a hazai villaépítészetben is kiemelkedő jelentőségű mű volt a Schiffer partnere, Grünwald Mór számára tervezett budai villa, amely a második világháborúban megsemmisült. Ugyancsak kiemelkedő jelentőségű munkája a Lipótvárosi Kaszinó nyári helyisége, amelynek Vágó által tervezett enteriőrjei nemcsak a hazai, de a nemzetközi sajtóban is igen pozitív visszhangot kaptak.
1918-ban az őszirózsás forradalmat követően Vágót a Nemzeti Lakáshivatal vezetőjének nevezték meg, majd az 1919-es Tanácsköztársaság létrejöttét követően az Építészeti Direktórium vezetője lesz. E minőségében a lakáshiány megoldását tekinti legfontosabb feladatának, és a rendelkezésre álló rövid idő alatt nagyszabású építkezéseket készít elő. Hivataláról még a kommün bukása előtt lemondott; szerepvállalása azonban Vágó számára ezt követően ellehetetlenítette a magyarországi munkavégzést: soha többet nem vették fel a magyar kamarába. 1919-ben családjával együtt Olaszországba emigrál.

### Az 1920-as évektől: Róma, Budapest, Franciaország
Rómában telepednek le, ahol az építész Giuseppe Vago néven próbál új életet kezdeni. Eleinte más irodáknak dolgozik névtelen asszisztensként; a családot felesége énekesnői bevételei tartják el. Emellett Vágó önszorgalomból készít nagyléptékű terveket (például kertvárost Rómába), és több nemzetközi pályázaton is indul – többnyire sikertelenül. A római évekből egyetlen megvalósult munkája az Hôtel de la ville szálloda, amely egy régi palota átépítésével és bővítésével keletkezett.

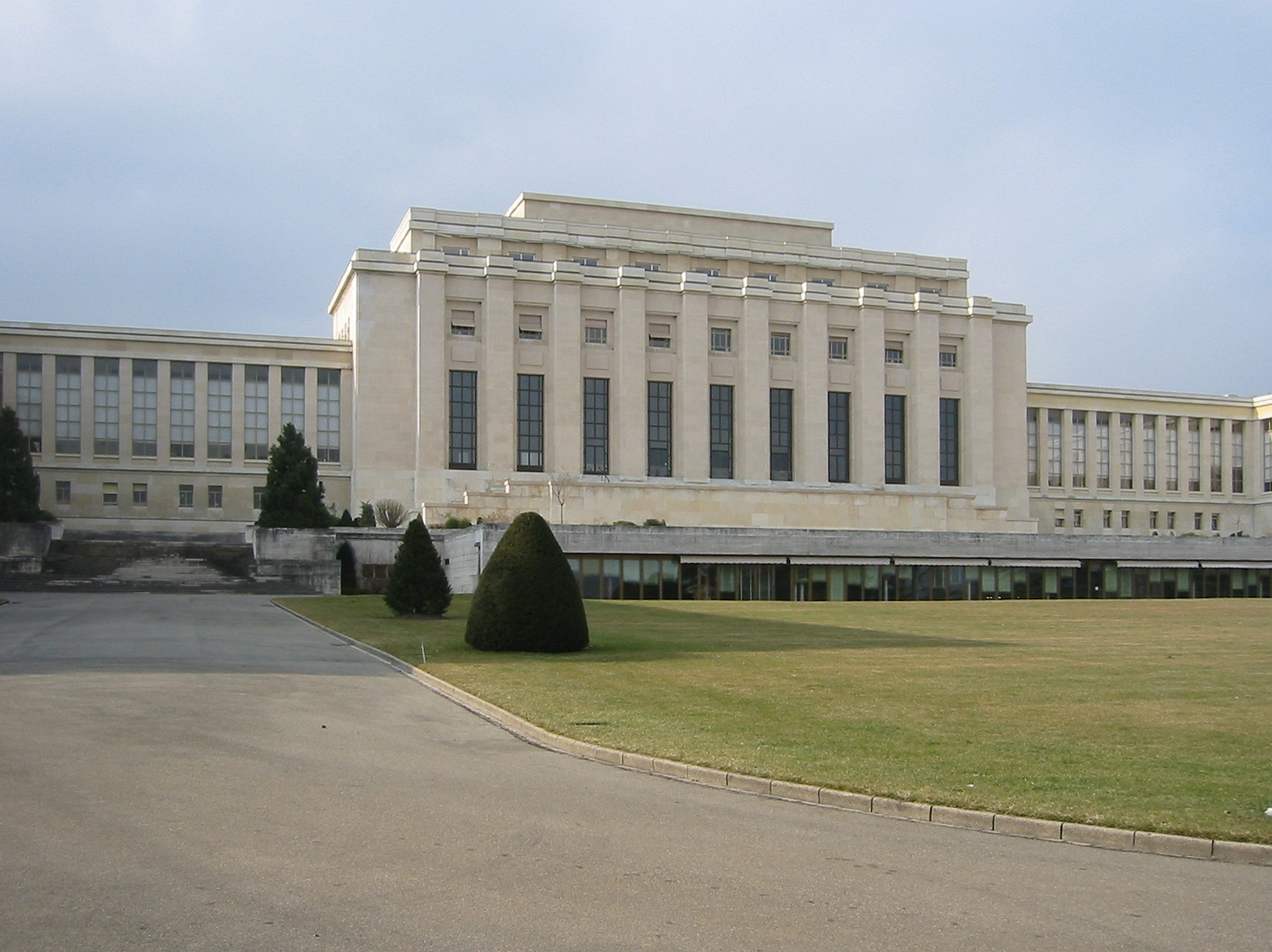
A genfi Népszövetségi székház megvalósult homlokzata nem Vágó elképzeléseit tükrözi

1926-ban a szinte teljesen elszegényedett Vágó visszaköltözik Budapestre, hogy testvére irodájának segítségével indulni tudjon a Népszövetség székházára kiírt pályázaton. Ez a család szétszakadásához vezet: felesége Rómában marad, fia pedig Párizsban tanul tovább. (A házaspár később elválik, Vágó Magyarországon újranősül.) Vágó négy hónapot tölt a tervek elkészítésével, de munkája végre eredményes lesz: nyolc másik építésszel együtt tervét első díjjal ismerik el. A pályázati sikert azonban nem követi valódi eredmény: a következő években Vágó idejének és energiájának jelentős részét a Budapest–Párizs–Genf közötti ingázás, a szintén első díjas Le Corbusier által indított, a rágalmakat sem nélkülöző médiahadjárat, valami a többi tervezőtárssal való hadakozás emészti fel. A megvalósult épületen a nagyterem, valamint a könyvtár kialakítása köthető hozzá, a végleges, neoklasszicista homlokzat azonban teljesen az ízlése ellen való: ő a modern hangvételt pártolta volna.
Visszaköltözését követően a kamara többszöri kérése és a nemzetközi siker ellenére sem veszi vissza soraiba, így csak elvétve tervezhet. A telefonkönyvben úgy szerepel: „Vágó József magánzó, a Népszövetség genfi palotájának tervezője”. Ekkoriban épült házai közül a legfontosabb az 1934-ben modern stílusban épített Városmajor utcai lakóház dr. Basch Lóránt számára. Emellett könyveket ír: 1930-ban jelenik meg Városokon keresztül című munkája. 1934-től foglalkoztatja Budapest városrendezése, eleinte a Tabánra szorítkozva, majd a város teljes területére; e munkáját Budapest művészi újjáépítése című könyvében összegzi. Bár a rendkívül alapos és átgondolt terveket 1936-ban a Nemzeti Szalonban és az 1937-es párizsi világkiállításon is bemutatja, itthon mégsem kap megbízást. Végső elkeseredésében újra az emigráció mellett dönt. Utolsó éveit súlyos betegségtől gyötörve a franciaországi Salies-de-Béarn kisvárosában tölti, ahol a Jövő városa című, átfogó építészeti-urbanisztikai koncepción dolgozik.

## Fontosabb építészeti művei
- 1902. Lakóház, Budapest VII., Síp utca 16. – Wesselényi utca 14. (Vágó Lászlóval)
- 1903–1904. Neuschlosz-bérház, V. Budapest, Báthory utca 5. (Vágó Lászlóval, Alpár Ignác neve alatt)
- 1904–1905. Lakóház, XIII. Budapest, Visegrádi utca 17. (Vágó Lászlóval, Grünwald Mór neve alatt)
- 1905. Lakóház, Budapest IX., Boráros tér 3. (Vágó Lászlóval)
- 1905. Lakóház, Budapest IX., Mester utca 3. (Vágó Lászlóval)
- 1905. Vágó-ház, Nagyvárad, Kapucinus (gen. Traian Mosoiu) utca 14. (Vágó Lászlóval)[12]
- 1906. Dömötör Miksa bérháza, Szabadka,  Zsinagóga tér 3.[13] (Vágó Lászlóval)
- 1905-1908. Gresham-palota, Budapest V., Széchenyi István tér 5. (Vágó Lászlóval, Quittner Zsigmond neve alatt)
- 1906. Nemzeti Szalon (Hauszmann Alajos kioszkjának átépítésével), Budapest V., Erzsébet tér (Vágó Lászlóval; elpusztult)
- 1906-1907. Gutenberg-otthon, Budapest VIII., Gutenberg tér 4. (Vágó Lászlóval)
- 1908. Városligeti Színkör, Budapest XIV., Aréna út és Ajtósi Dürer sor kereszteződése (Vágó Lászlóval; elpusztult)
- 1908. Petőfi Múzeum (a Jókai-ház átalakítása), Budapest VI., Bajza u. 39. (Vágó Lászlóval; elpusztult)
- 1908-1909. Árkád Bazár, Budapest VII., Dohány utca 22-24. (Vágó Lászlóval)
- 1908-1909. Lakóház, Budapest VIII., Népszínház utca 25. – Fecske utca 1. (Vágó Lászlóval)
- 1909. Darvas–La Roche-ház, Nagyvárad, ifj. Rimanóczy Kálmán (Áldás, Iosif Vulcan) utca 11. (Vágó Lászlóval)[12]
- 1909 k. Kislakásos bérházak, Budapest VIII., Százados út (Vágó Lászlóval; elpusztultak)
- 1910. Bérház átalakításának terve, Budapest V., Magyar utca 52. (csak József)
- 1910-1911. Moskovits-palota, Nagyvárad, Zöldfa (Vasile Alexandri) utca 1. (Vágó Lászlóval)[12]
- 1911. Alföldi Takarékpénztár, Debrecen (Vágó Lászlóval; elpusztult)
- 1911. Lakóház, Budapest II., Maros utca 44/A–B. (átalakítva)
- 1910-1912. Schiffer-villa, berendezéssel, Budapest VI., Munkácsy Mihály u. 19/a (részben megsemmisült)
- 1912. A Lipótvárosi Kaszinó nyári helyisége (átalakítás), berendezéssel, Budapest VI., Városligeti fasor 46-48. (elpusztult)
- 1912-1913. A csendőrségi iskola épületegyüttese, ma egyetem, Nagyvárad, Str. Armatei Roşii (Universitatii) nr. 1[14]
- 1913. Magyar Unió Klub (átalakítás, berendezés), Budapest V., Vörösmarty u. 4.
- 1914-1915. Szent László Gimnázium, Kőbánya, Kőrösi Csoma Sándor út 28-34. (Lechner Ödönnel)
- 1914-1916. Grünwald-villa, Budapest I., Ostrom u. 1. (elpusztult)
- 1916: „Isten kardja” első világháborús hősi emlékmű, Budapest (terv)[15]
- 1917–1918. Szerb Antal utca 7/B – Hűvösvölgyi út 92/A, Hamburger Mór ingatlanátépítése halas csatornával
- 1922-1925. Hôtel de la ville (átalakítás), Róma, Via Sistina
- 1927. Vágó Győző bérháza, Budapest I., Lovas u. 6/a (elpusztult)
- 1927–1928. Magyarországi Mintakészítő Munkások Szövetségének székháza, Budapest XIII., Ipoly utca 16. (átalakítva)
- 1928-1929. László Ferenc háza, Budapest VI., Szegfű utca
- 1934. Dr. Basch Lóránt háza, Budapest XII., Városmajor u. 48/b (később Nyugat Emlékmúzeum)

## Könyvei
- 1930. Városokon keresztül (Budapest)
- 1934. Az újjáépülő Tabán (Budapest)
- Budapest művészi újjáépítése Vágó József elgondolása szerint; Budai István, Budapest, 1936 (Magyar Művészeti Könyvek)
- 1936 körül. Palais de la Grande assemblée nationale de Turquie, Ankara (Párizs)
- Joseph Vago: A travers les villes. L'esprit et l'essence de l'art moderne; L'Architecture d'Aujourd'hui, Budapest, 1939
- 1942-45. Le Prophète (befejezetlen regény)

## Képgaléria

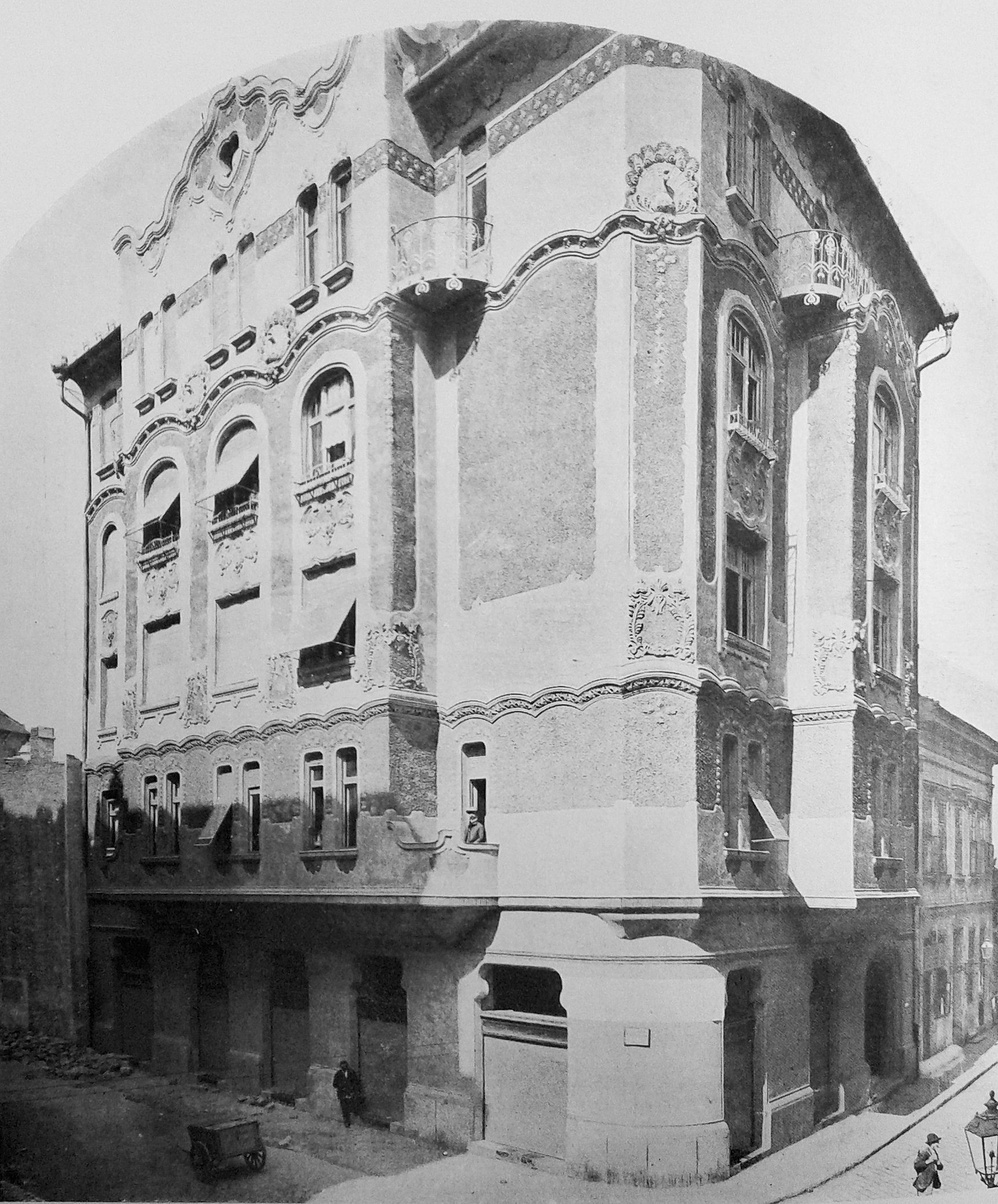
A Síp utcai lakóház, fénykép A Ház folyóirat 1908-as számából
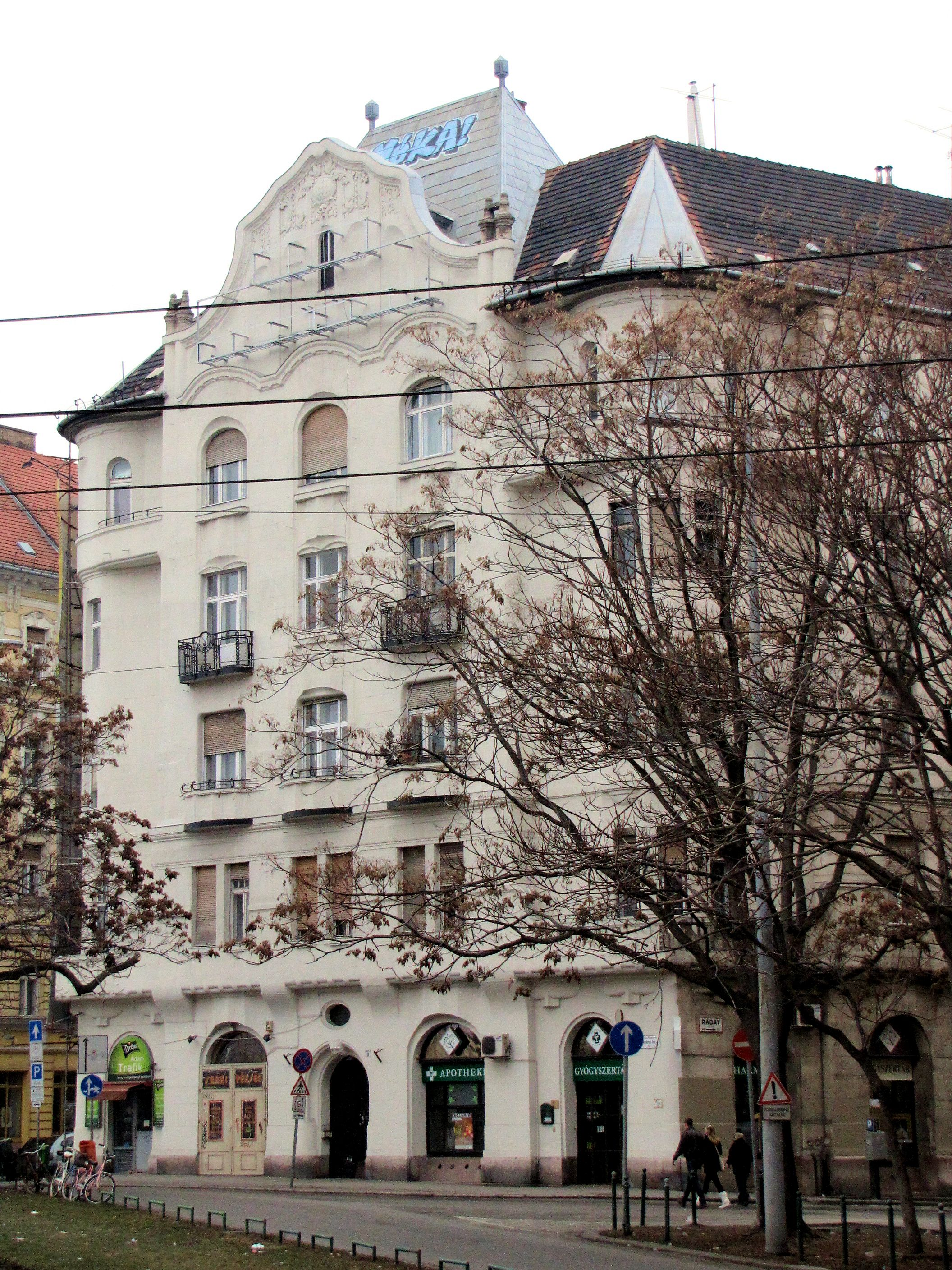
A Boráros téri lakóház (1905)
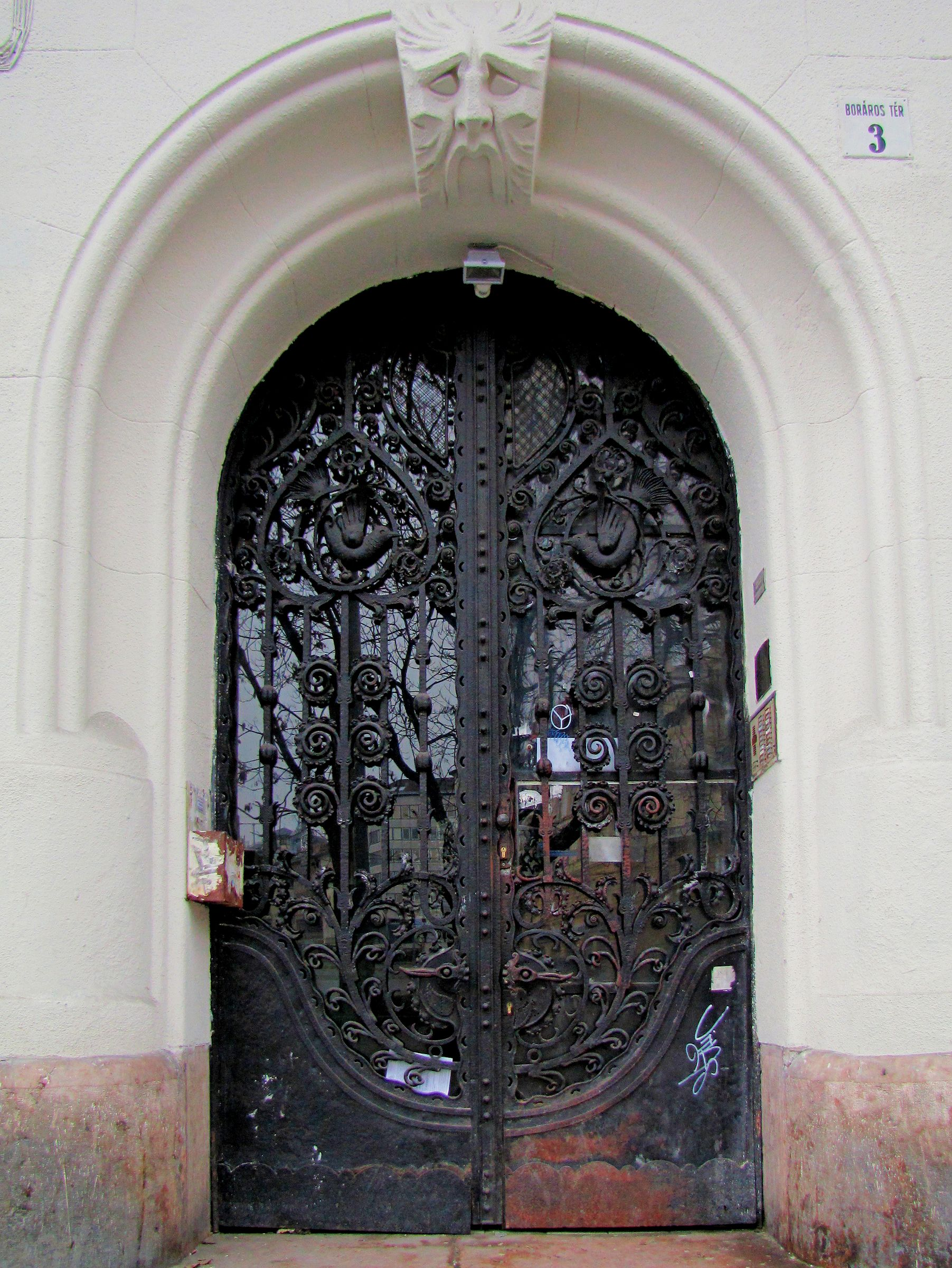
A Boráros téri lakóház kapuja
A Mester utcai lakóház (1905)
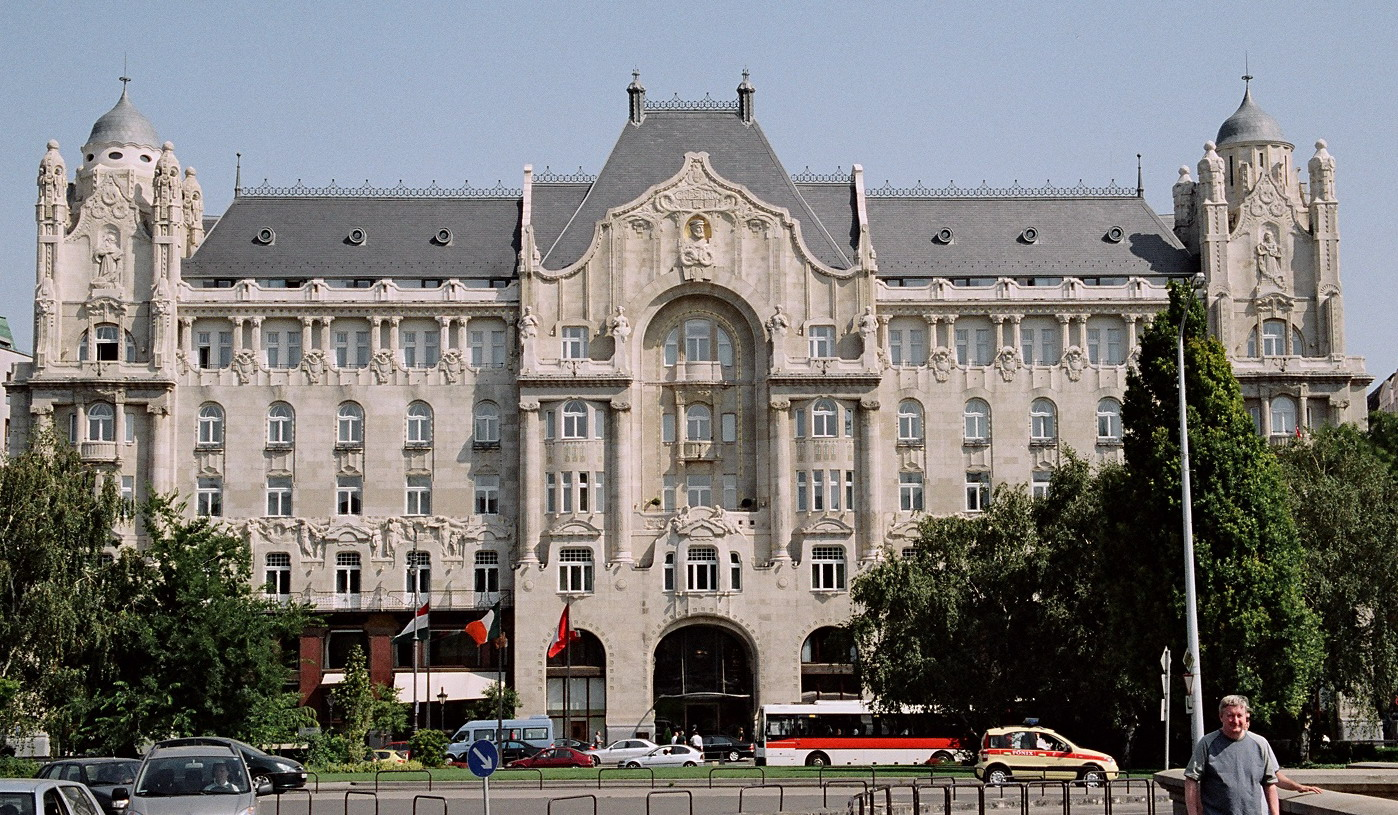
Gresham-palota (1905-1908)
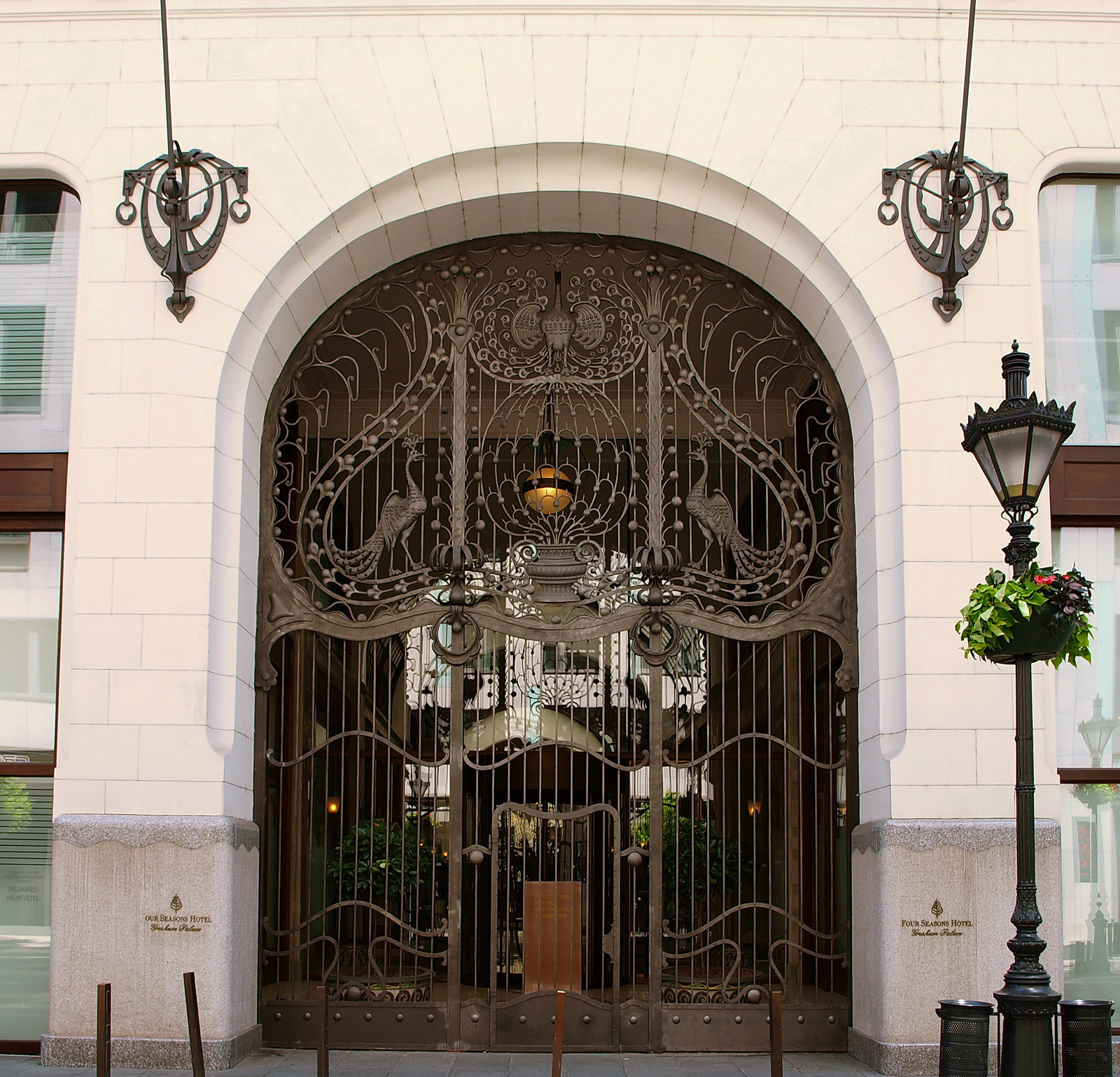
A Gresham-palota főbejárata (1905-1908)
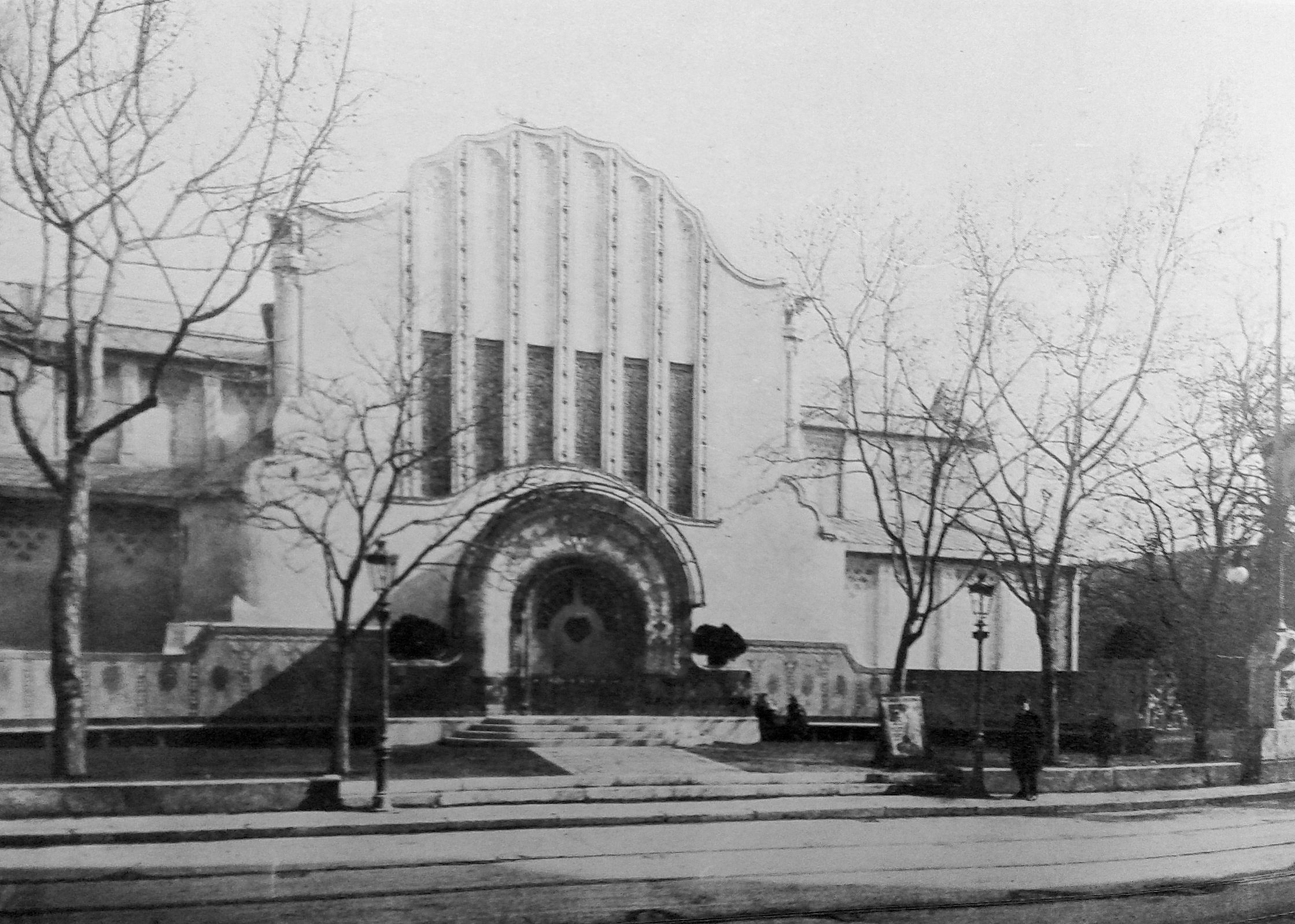
A Nemzeti Szalon (1906), fénykép A Ház 1908-as évfolyamából
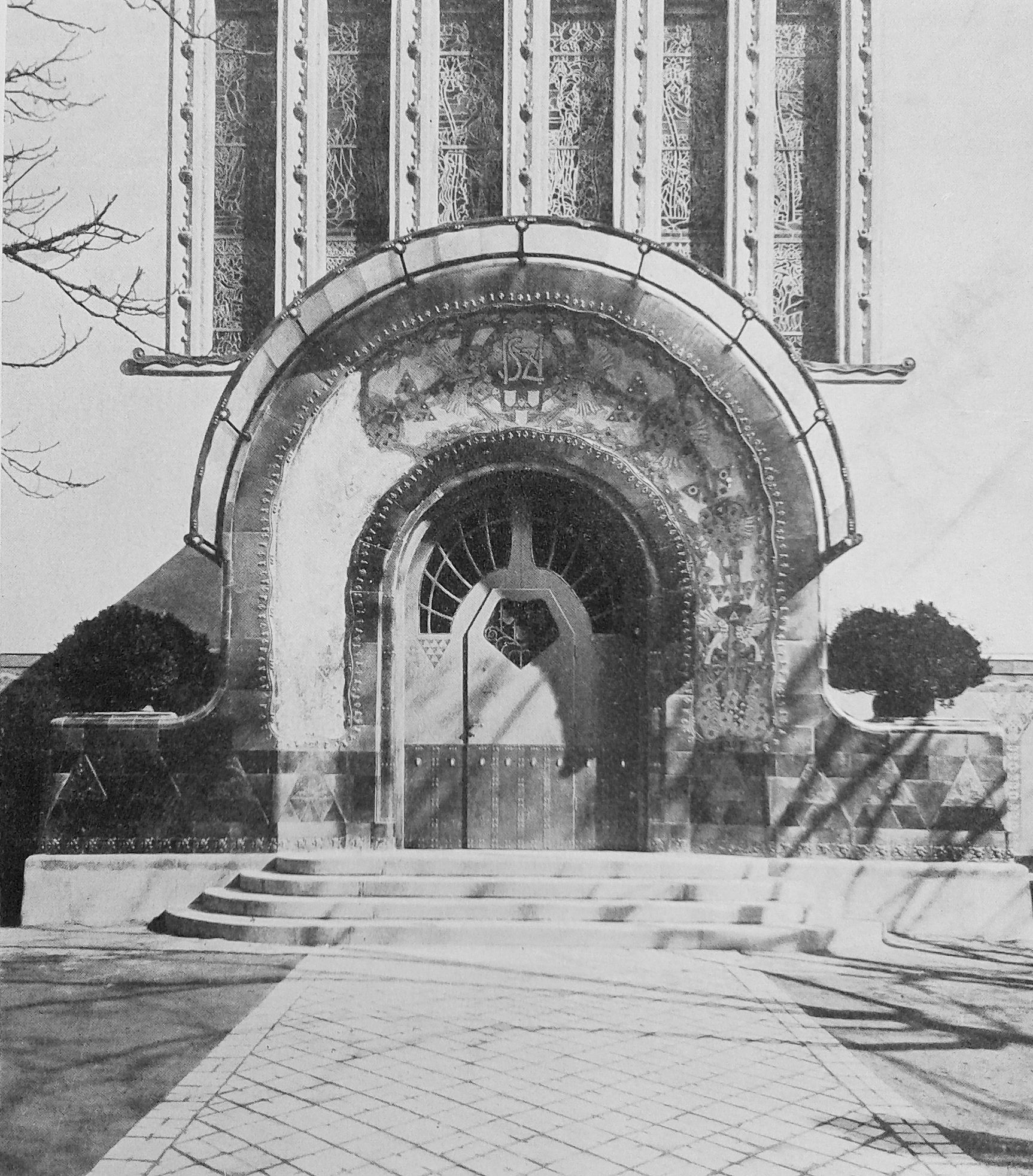
A Nemzeti Szalon bejárata, fénykép A Ház 1908-as évfolyamából
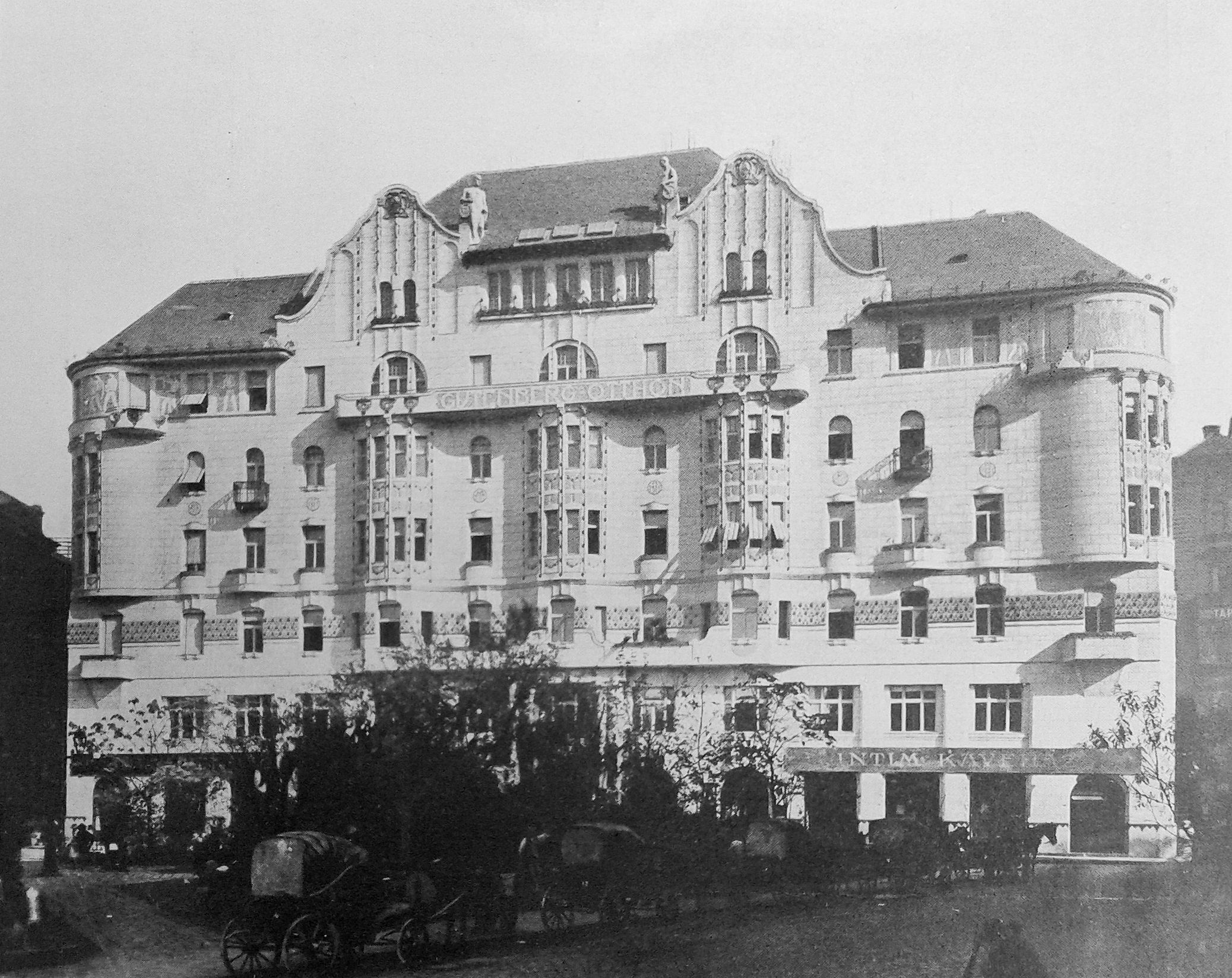
A Gutenberg-otthon, fénykép A Ház 1908-as évfolyamából (1906-1907)
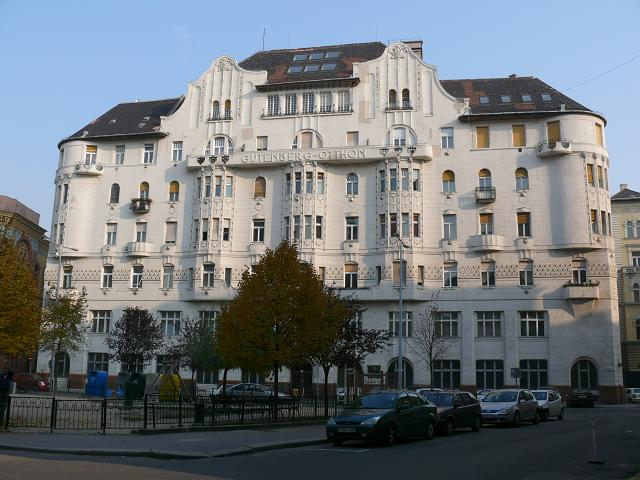
A Gutenberg-otthon napjainkban
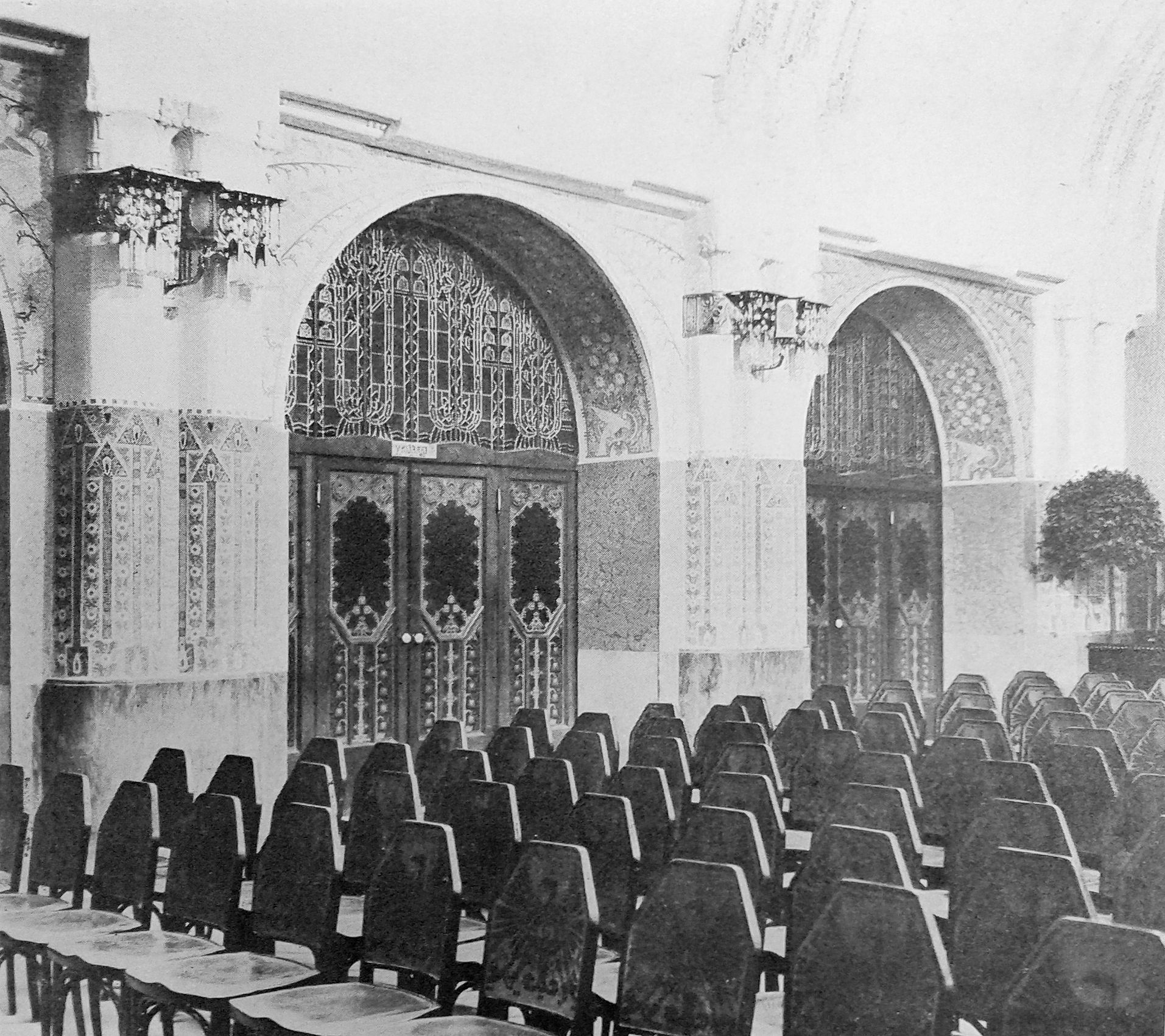
Az Intim Színház a Gutenberg-otthonban, fénykép A Ház 1908-as számából
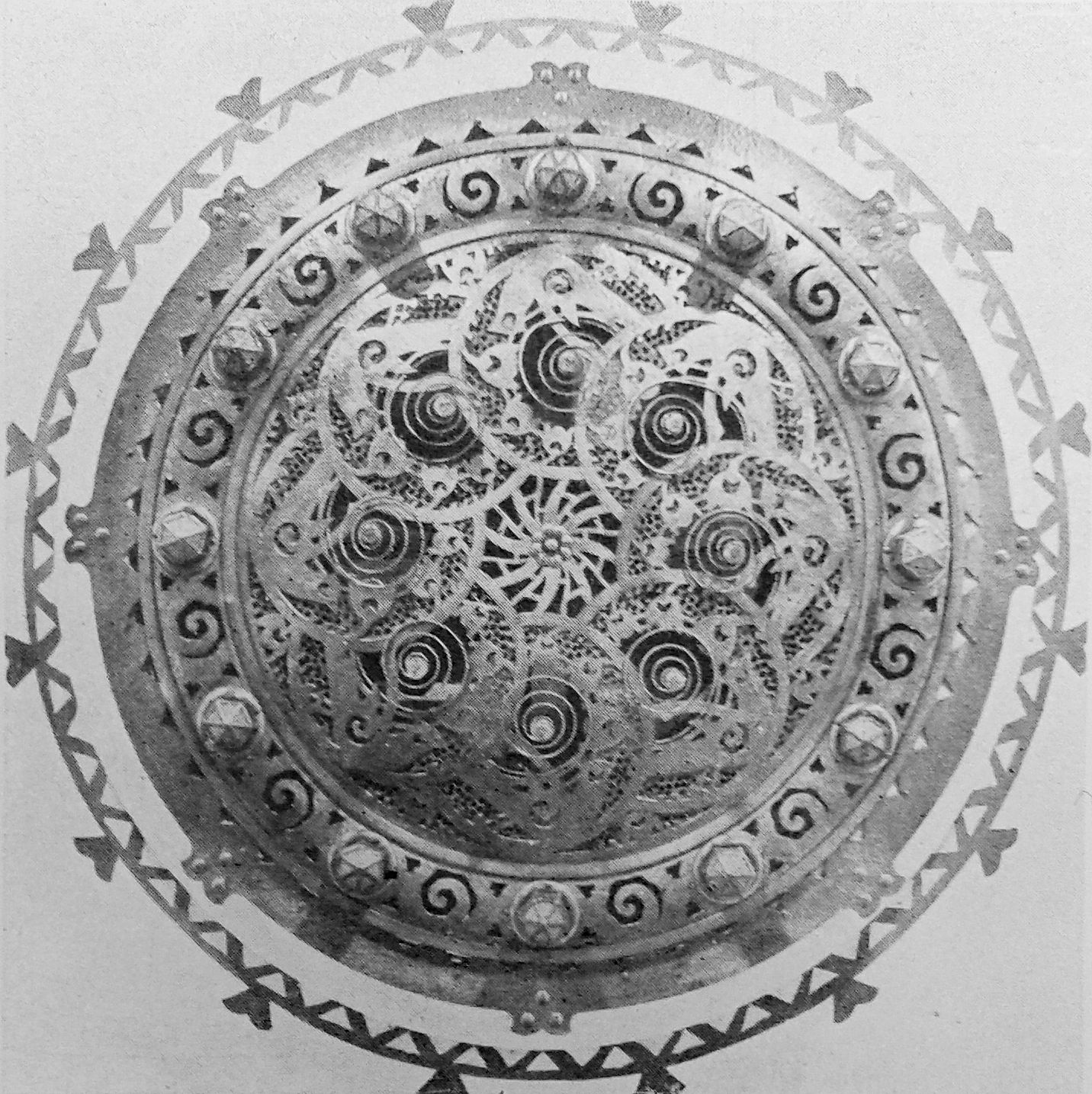
Mennyezeti szellőző az Intim Színházban, fénykép A Ház 1908-as számából
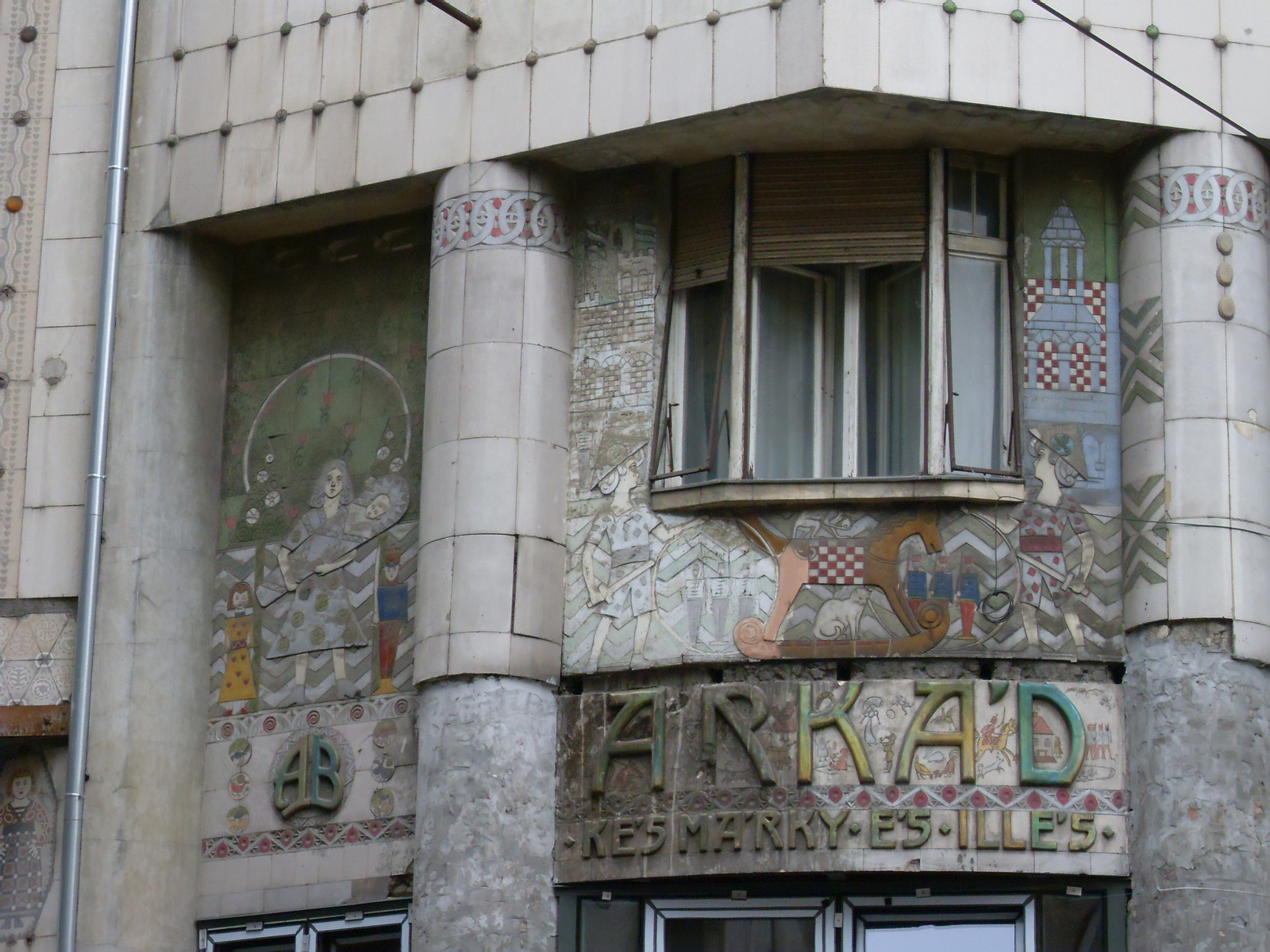
A Dohány utcai Árkád Bazár homlokzatának részlete (1908-1909)
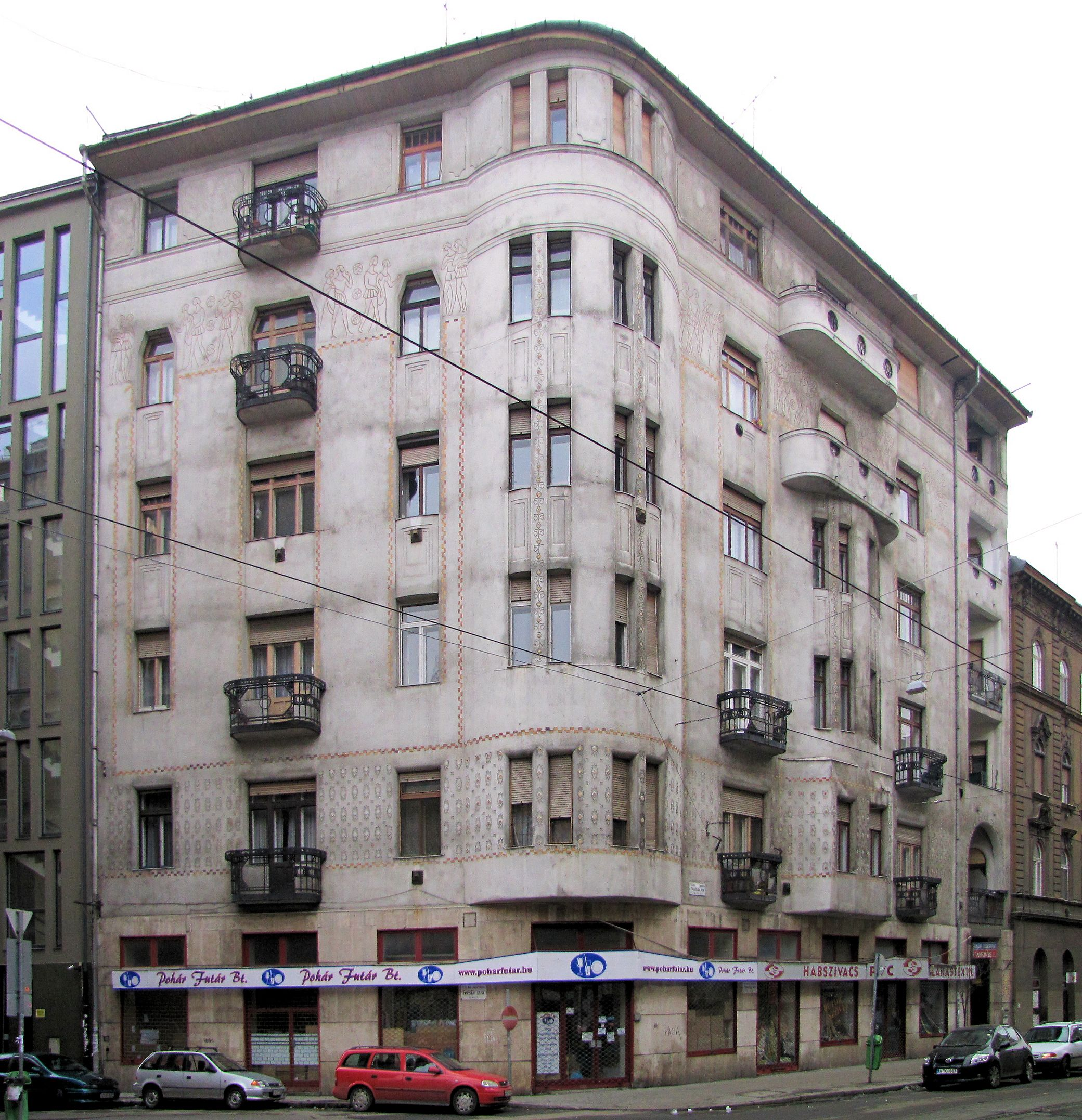
Lakóház a Népszínház utcában (1908-1909)
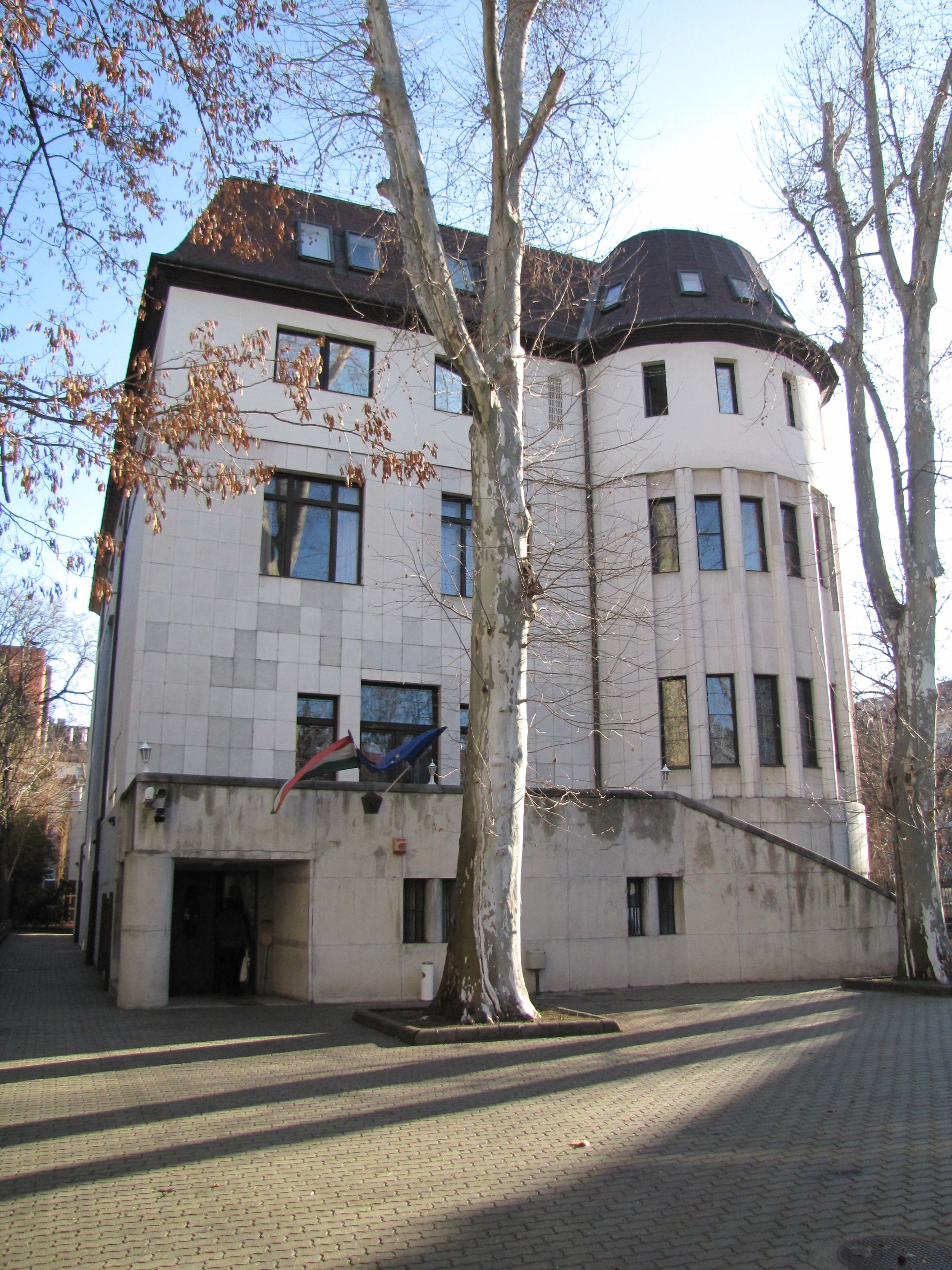
A Schiffer-villa (1910-12) mai állapota
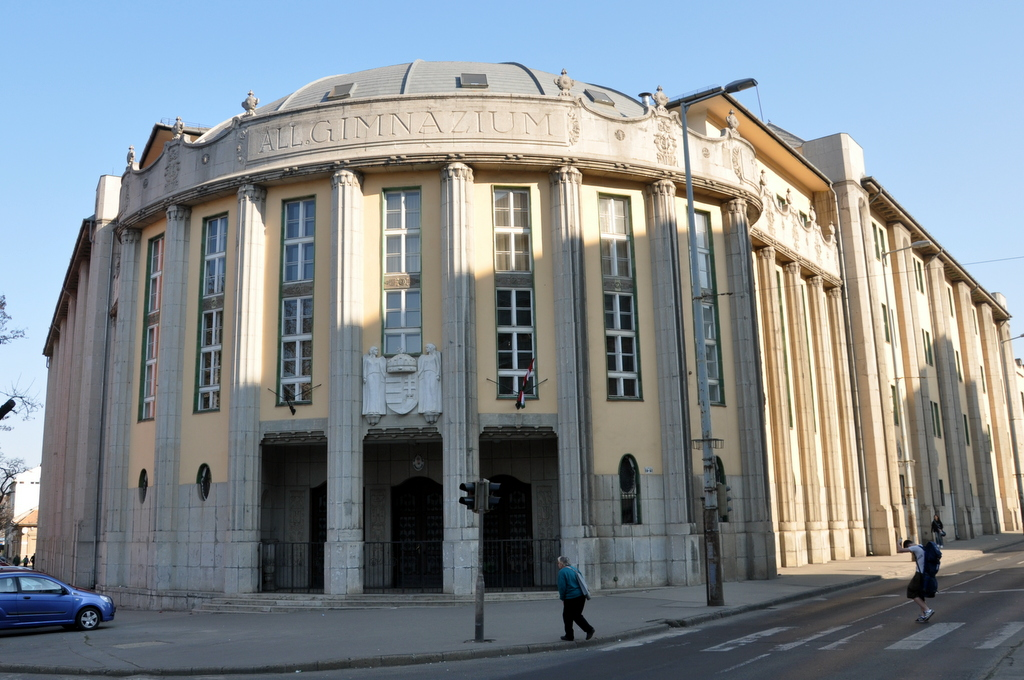
A Szent László Gimnázium (1914-15)
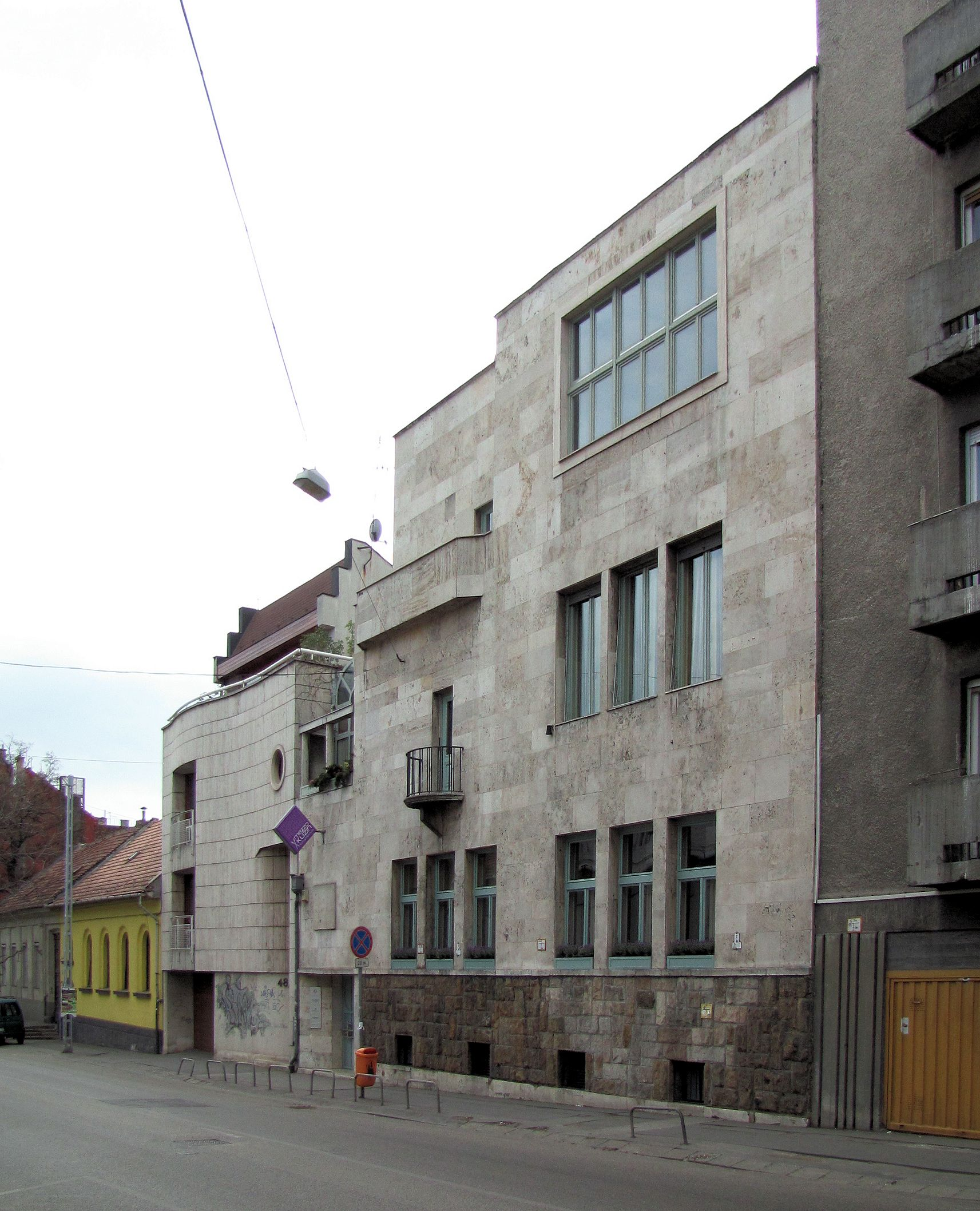
Lakóház a Városmajor utcában (1934)

## Külső hivatkozások
- Merényi György: A szecesszió elfelejtett mestere: Vágó József (magyar nyelven) (html). hg.hu, 2011. július 19. [2013. július 28-i dátummal az eredetiből archiválva]. (Hozzáférés: 2012. szeptember 1.)
- Vágó József szócikke az Artportalon: